# 小行星3590
小行星3590（英語：3590 Holst）是一颗围绕太阳公转的小行星。1984年2月5日，愛德華·鮑威爾在可可尼诺县发现了此天体。
这颗小行星的绝对星等为355.20540等。